# Vakomyš lesní
Vakomyš lesní (Sminthopsis murina) je typická vakomyš, od vakomyši tlustoocasé se liší štíhlejším ocasem a menšíma ušima. Jako všechny vakomyši je vyzbrojena silnými zuby.

## Synonyma

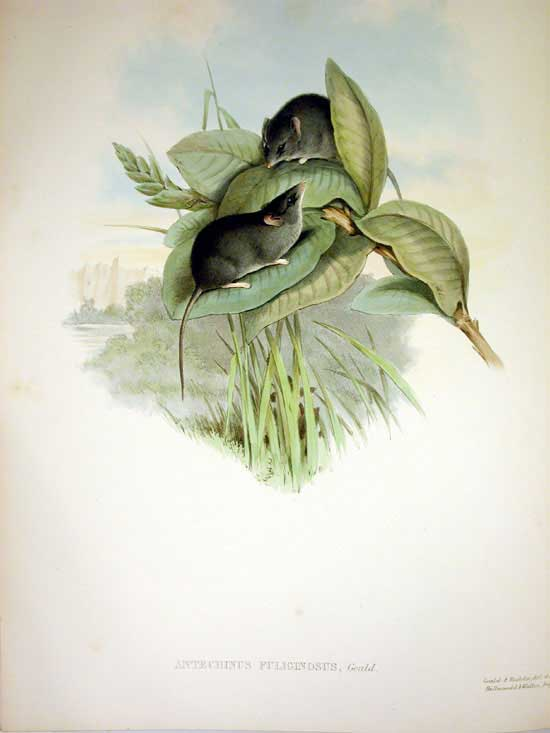
vakomyš lesní

- Antechinus murinus
- Antechinus fuliginosus

## Výskyt
Ve třech vzájemně oddělených populacích v jihovýchodní, jihozápadní a severní Austrálii. Žije především ve světlých lesích, savanách a stepních oblastech.

## Základní data
Délka Vakomyši lesní je 6,5 až 10,5 cm. Jeho hmotnost je 15 až 30 g.

## Zajímavosti
Vakomyš lesní je hojná a velmi rozšířená. Živí se hmyzem a lze ji spatřit pouze v noci. Z důvodů vyrovnání poklesu populace, způsobeného delšími obdobími sucha, může jeden vrh tvořit až deset mláďat.